# Коффка, Курт
Курт Ко́ффка (нем. Kurt Koffka; 18 марта 1886, Берлин — 22 ноября 1941, Нортхемптон) — немецко-американский психолог. Вместе с Максом Вертгеймером и Вольфгангом Кёлером считается одним из основателей гештальтпсихологии. В то же время был близок к советским исследователям круга Выготского, с которыми был знаком лично и принимал участие в совместных исследовательских проектах. Неоднократно публиковался в 1920—1930-е годы на русском языке.

## Биография
Родился в Берлине, в семье юриста Эмиля Коффки и Луизы Леви. Обучался в Берлинском университете у Карла Штумпфа, в 1909 году получил степень доктора философии. Также в течение 1 года обучался в Эдинбургском университете в Шотландии. После окончания обучения работал во Франкфуртском университете, где вместе с Кёлером участвовал в экспериментах Вертхеймера, посвящённых изучению восприятия движения. В 1911 году стал приват-доцентом в университете города Гисен. В 1918 году — профессор университета, проработал в нём до 1924 года. Вместе с Вертхеймером и Кёлером в 1921 году основал журнал «Psychologische Forschung» («Психологическое исследование»).
С 1924 года работал в различных американских университетах, был профессором Корнеллского, Чикагского и Висконсинского университетов. В 1927 году занял должность профессора колледжа Смита в Нортхемптоне. В 1932 году (весной-летом) принял участие в Среднеазиатской экспедиции А. Р. Лурия. С 1939 года — профессор Оксфордского университета.
В работе «Основы психического развития» (1921) применил методы гештальтпсихологии для исследования психического развития ребёнка. Главный труд Коффки — «Принципы гештальтпсихологии» (1935).
Брат — юрист и литератор Фридрих Коффка (1888—1951).

## Труды
- К анализу представлений и их закономерностей (Zur Analyse der Vorstellungen und ihrer Gesetze, 1912)
- Основы психического развития (Die Grundlagen der psychischen Entwicklung, 1921)
- Восприятие: введение в гештальт-теорию (Perception: An Introduction to the Gestalt Theory, 1922) — статья в «Psychological Bulletin», № 19.
- Принципы гештальтпсихологии (Principles of Gestalt Psychology, 1935).